# Gare de Hurdegaryp
La gare de Hurdegaryp (en néerlandais station Hurdegaryp) est une gare néerlandaise située à Hurdegaryp, dans la province de la Frise.

## Situation ferroviaire
La gare est située sur la ligne Harlingen-Nieuweschans, traversant d'ouest en est les provinces néerlandaises de Frise et Groningue.

## Histoire
Les trains s'y arrêtent depuis le 1er juin 1866. Le bâtiment actuel a été construit en 1864. C'est la seule gare de la ligne dont le nom officiel est en frison.

## Service voyageurs
Les trains s'arrêtant à la gare de Hurdegaryp font partie du service assuré par Arriva reliant Leeuwarden à Groningue.